# 蒲池美鶴
蒲池 美鶴（かまち みつる、1951年9月13日 - ）は、日本の英文学者、立教大学名誉教授。博士（文学）（京都大学、1999年）（学位論文「エリザベス朝演劇のアナモルフォーズ」）。

## 略歴
- 愛媛大学教授・日本文学研究の蒲池文雄の娘として松山市に生まれる
- 1975年（昭和50年）3月 愛媛大学法文学部文学科卒業
- 1979年
  - 9月 京都大学大学院文学研究科英語学英文学専攻博士後期課程中退
  - 10月 鹿児島大学教養部専任講師
- 1983年4月 東京大学教養学部助教授（1987年9月まで）
- 1987年10月 ケンブリッジ大学客員研究員（1988年3月まで）
- 1988年10月 ロンドン大学インペリアル・カレッジ講師（1989年9月まで）
- 1989年4月 英国暁星国際大学助教授
- 1990年10月 京都大学教養部助教授（英語教室）
- 1992年10月 京都大学総合人間学部国際文化学科助教授（文化構造論講座 文化原論分野）
- 1999年3月　京都大学博士（文学） 論文の題は「エリザベス朝演劇のアナモルフォ-ズ」[1]
- 2001年（平成13年）10月 立教大学文学部英米文学科教授（2006年4月より文学科英米文学専修教授）、2017年定年退任、名誉教授。

## 受賞歴
- 2000年 『シェイクスピアのアナモルフォーズ』でサントリー学芸賞受賞

## その他
- 13歳で『わたしは小学生』を刊行する。
- 歌手の松田聖子は親類である。

## 著書
- 『わたしは小学生』（くろしお出版） 1964
- 『シェイクスピアのアナモルフォーズ』（研究社出版） 1999